# Carme LXX
Il Carme 70 del Liber di Catullo è il primo del Liber composto in distici elegiaci. Il componimento fa parte del ciclo di Lesbia; egli in particolare tratta della promessa che la sua amata gli rivolge, nonostante giudichi vana e illusoria la parola femminile.

## Testo
(Carme 70)

## Analisi
La parola mulier al centro del v. 1 differisce da puella nel grado di maturità e consapevolezza della donna, anche se il termine nubere, che viene utilizzato con il significato di rapporti che corrono tra amanti, non garantisce che la donna avesse accettato il matrimonio ed è in contrasto con il termine 
rapida (v. 4), che indica la dissolubilità e l'incorporeità del loro rapporto.
L'intento di Catullo non è quello di proporre una storia d'amore felice, quanto quello di rafforzare il tema della vanità delle promesse femminili. Nell'ultimo verso possiamo notare in antitesi i sostantivi che indicano l'inafferrabilità delle parole femminili, espressa dalla metafora tipica del “vento e l'acqua”, in contrasto con il verbo scribere, che rimanda alla concretezza; questo concetto si inserisce nel topos letterario del giuramento femminile vano, ripreso dagli autori successivi Properzio e Ovidio. Il verbo dicit, con cui si esprime l'enunciato della donna e presente ben 3 volte, intende rafforzare questo concetto. L'epigramma è di ispirazione callimachea (Epig. 25 Pfeiffer).